# Terminalia belini
Terminalia belini är en tvåhjärtbladig växtart som beskrevs av René Paul Raymond Capuron. Terminalia belini ingår i släktet Terminalia och familjen Combretaceae. Inga underarter finns listade i Catalogue of Life.